# Medelo
Medelo ist eine Gemeinde im Norden Portugals.
Medelo gehört zum Kreis Fafe im Distrikt Braga, besitzt eine Fläche von 2,5 km² und hat 1543 Einwohner (Stand 19. April 2021).